# Неґґа
Неґґа (араб. نقة) — село в Тунісі у муніципалітеті Сук-Ляхад вілаєту Кебілі. 

## Галерея

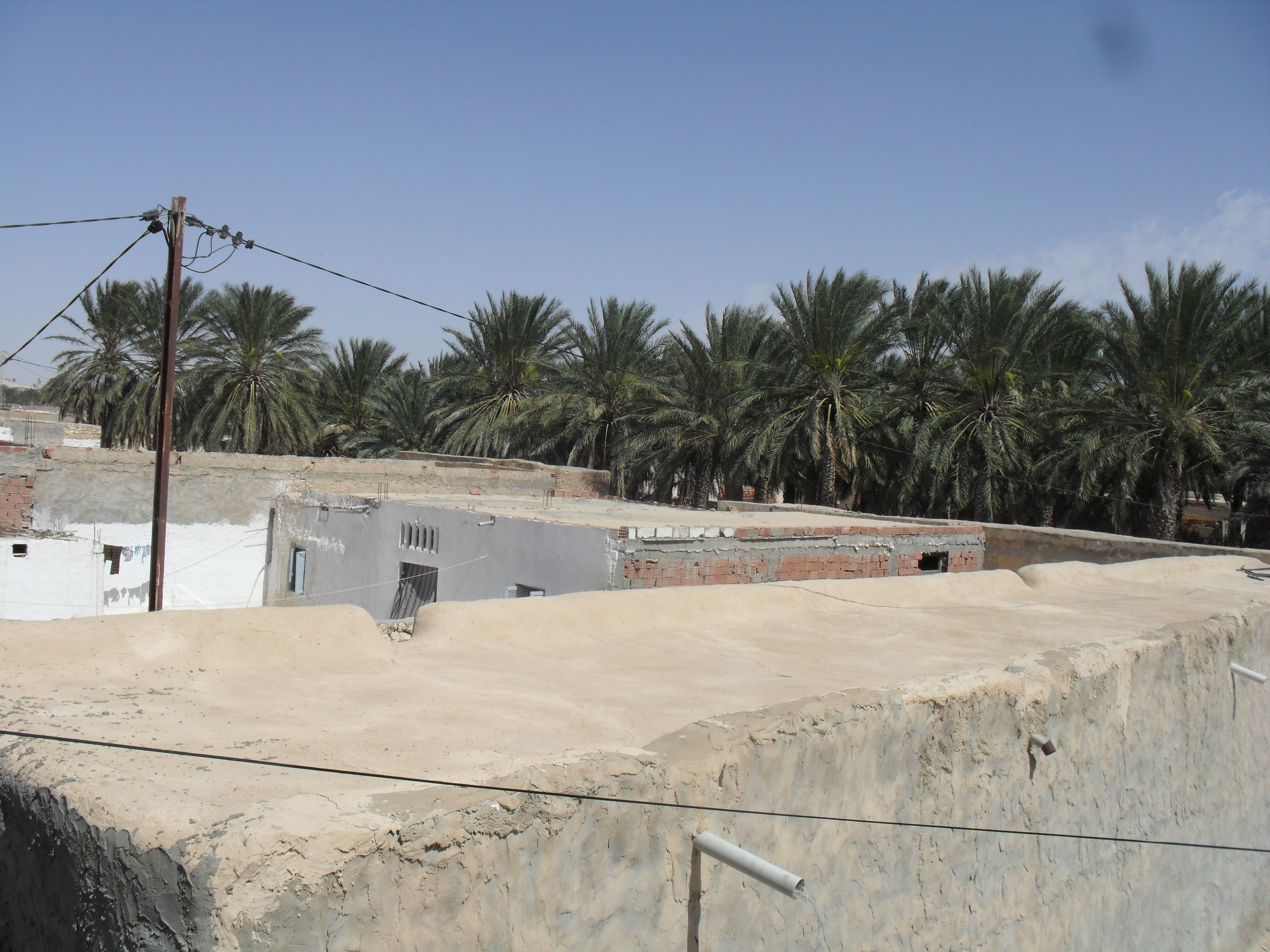
Вид на пальмову рощу
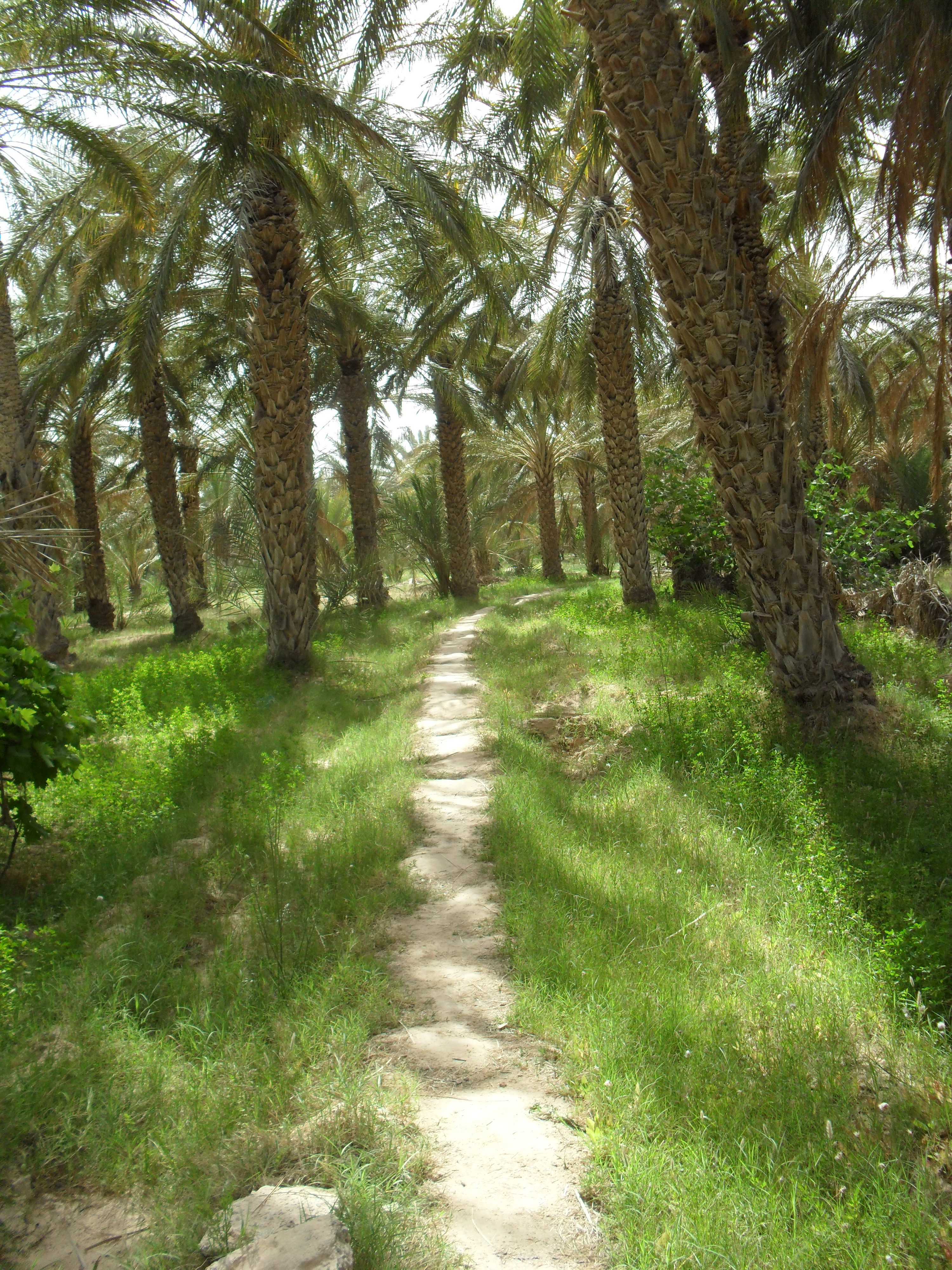
Пальмова роща
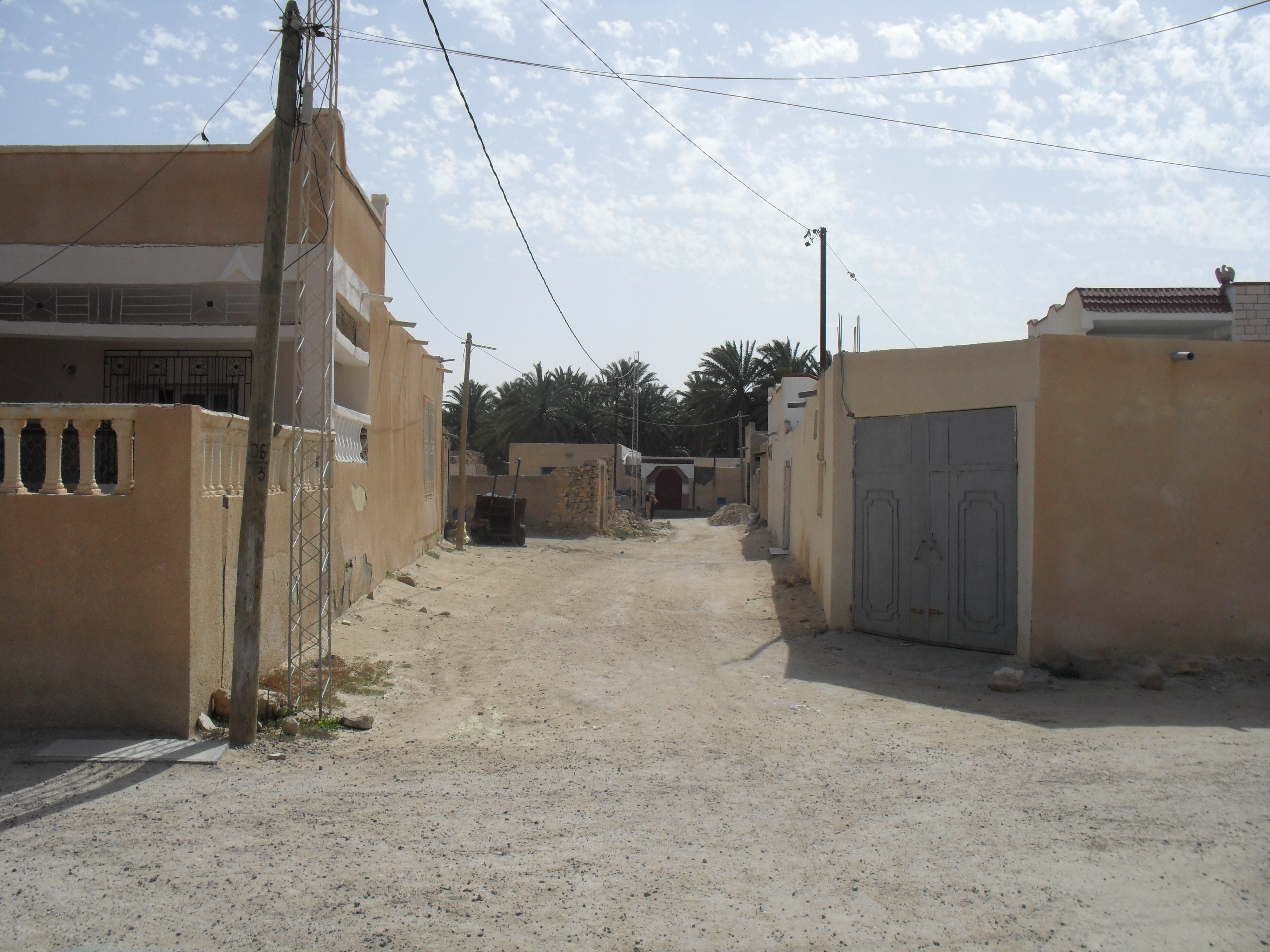
Вулиця в селі

| Туніс | Це незавершена стаття з географії Тунісу. Ви можете допомогти проєкту, виправивши або дописавши її. |